# Kanaker-Zeytun
Kanaker-Zeytun (Armeens: Քանաքեռ-Զեյթուն վարչական շրջան, Kanakerr-Zeytun varčakan šrĵan) is een van de 12 administratieve districten van de Armeense hoofdstad Jerevan.

## Ligging
Kanaker-Zeytun is gelegen op een heuvel met zicht op het centrale deel van Jerevan en grenst aan het district Arabkir in het westen en het noorden, Avan in het oosten en Nor-Nork, Nork-Marash en Kentron in het zuiden. Het district heeft een oppervlakte van circa 8 km² en een maximum hoogte van 1280 meter.

## Fotogalerij

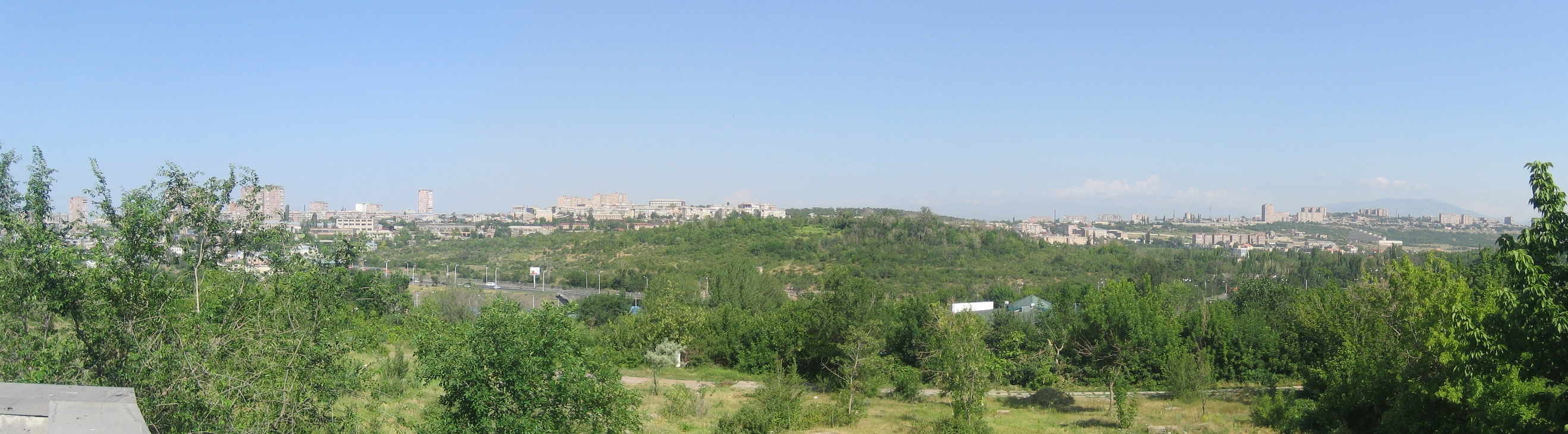
Zicht op Kanaker-Zeytun vanaf het oosten

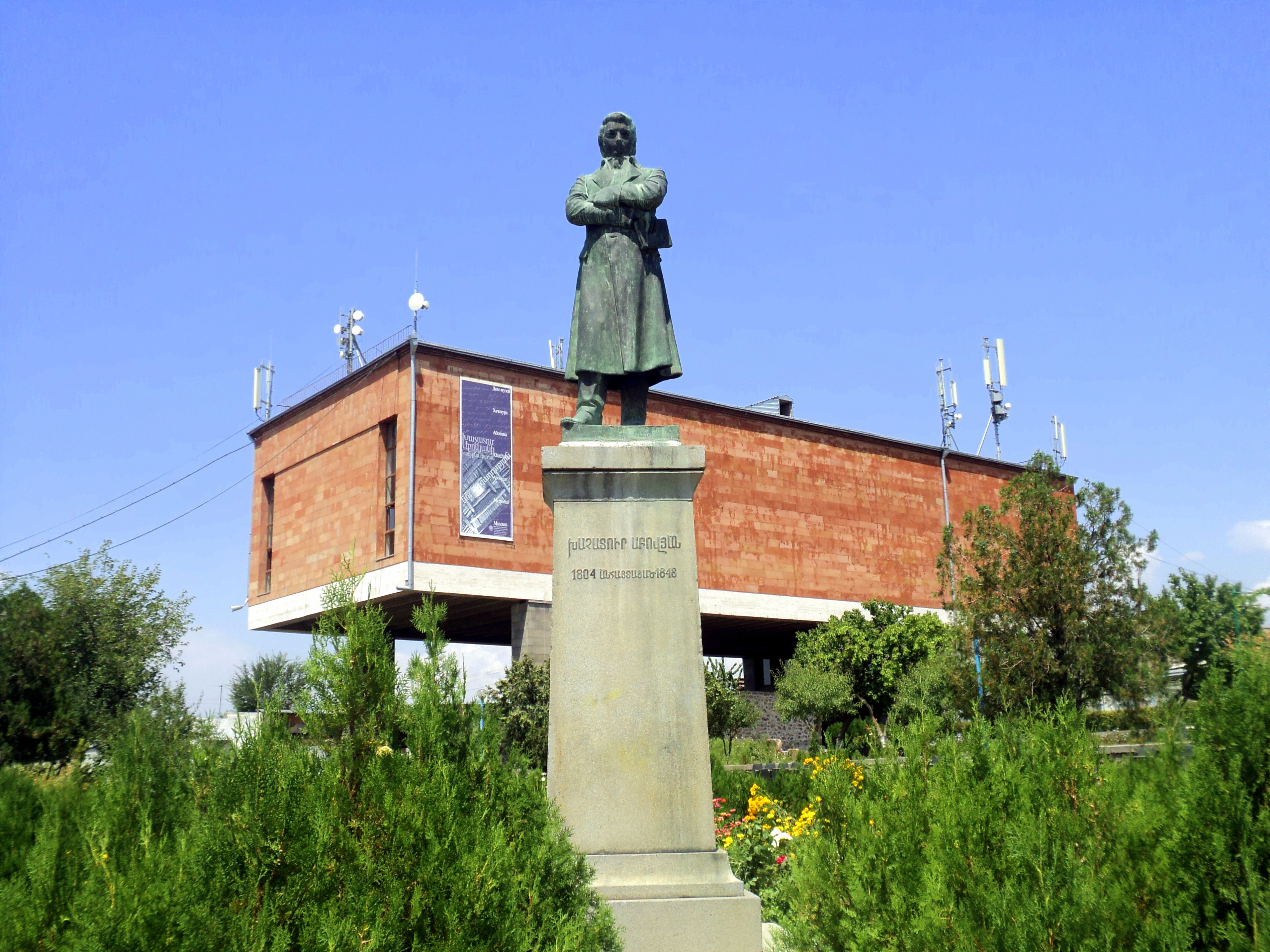
Het Huis-Museum van Chatsjatoer Abovjan in Kanaker
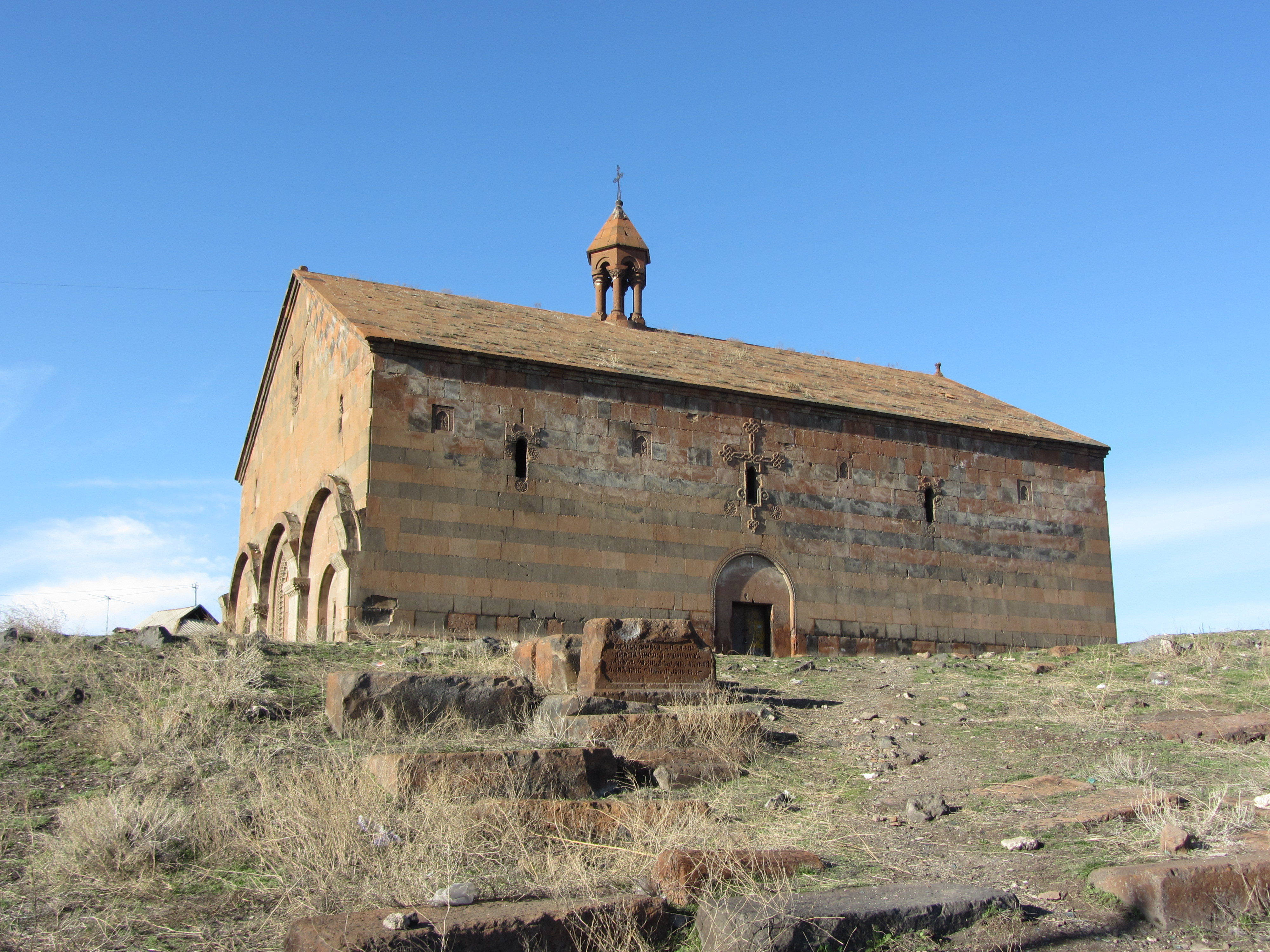
De Heilige Moeder van Godkerk van Kanaker
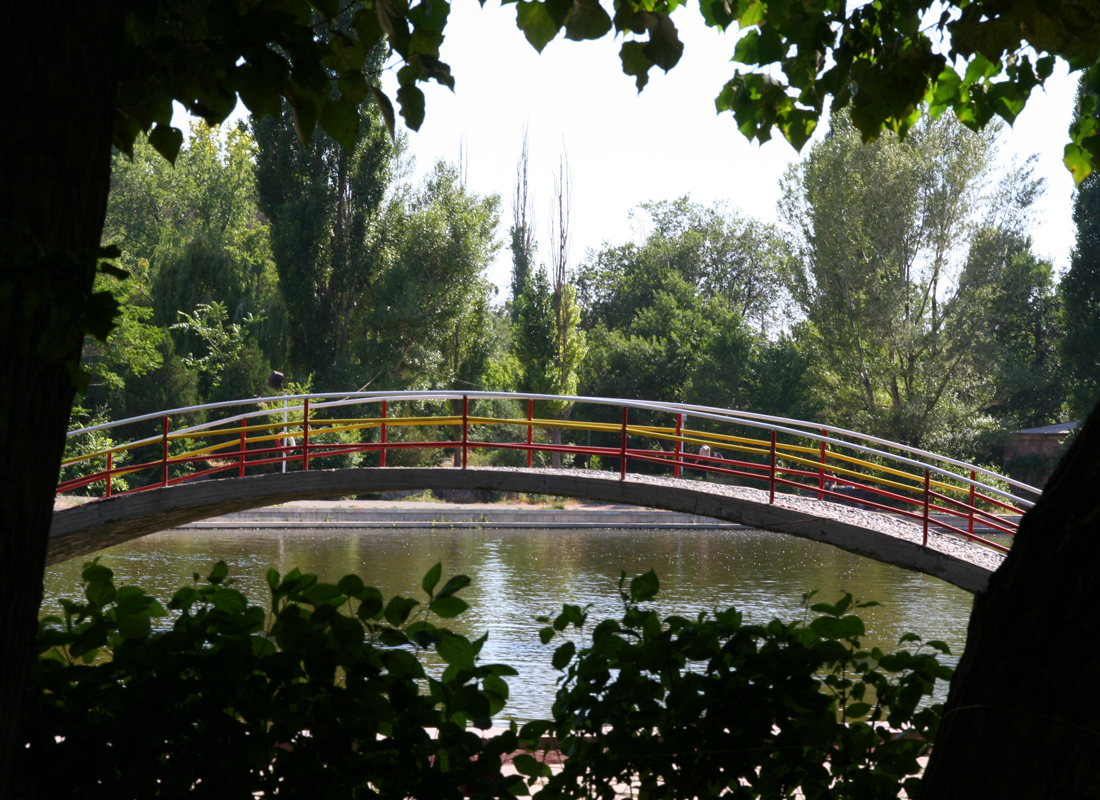
Het Overwinningspark
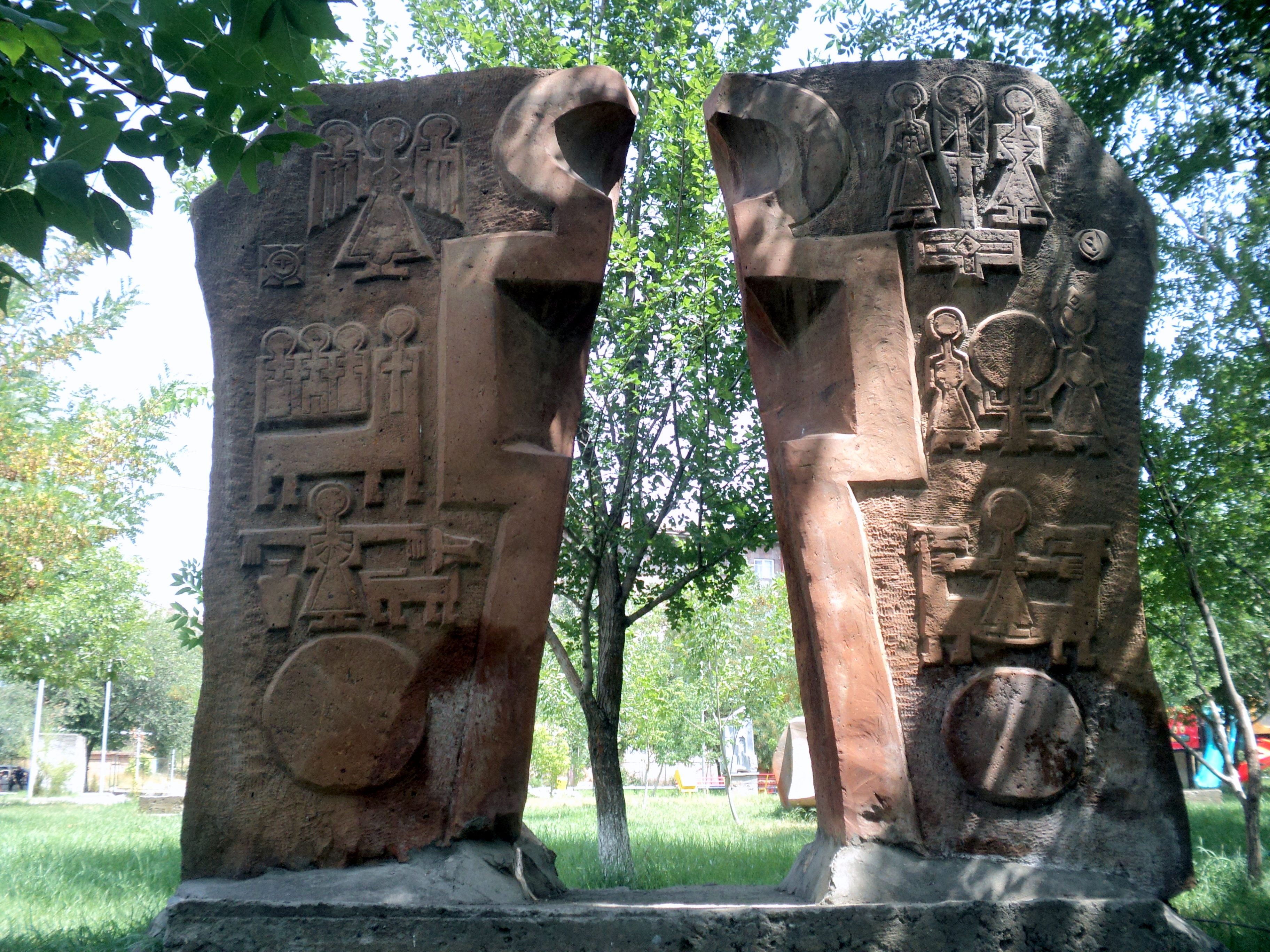
Monument voor de 1700ste verjaardag van het christendom in Armenië

Ajapnyak ·
Arabkir ·
Avan ·
Davtashen ·
Ereboeni ·
Kanaker-Zeytun ·
Kentron ·
Malatia-Sebastia ·
Nor-Nork ·
Nork-Marash ·
Nubarashen ·
Shengavit